# David et Goliath (Volterra)
Pour les articles homonymes, voir David et Goliath.
Le David et Goliath ou David tuant Goliath de Daniele da Volterra, est un tableau à double face huile sur ardoise, conservé au musée du Louvre.
C’est une œuvre exceptionnelle : elle représente la même scène, David sur le point d’achever Goliath, sur les deux faces d’une même plaque d’ardoise.

## Histoire du tableau
Le tableau est peint vers 1555 par Volterra, d’après un dessin de Michel-Ange, maître, ami et protecteur de Volterra. C’est une œuvre de commande. Sa réalisation s’inscrit dans un débat artistique, qui opposait les mérites respectifs de la peinture et de la sculpture (débat que Michel-Ange jugeait d’ailleurs vain) : bien qu’en deux dimensions, le fait d’être à double face permet au tableau de rivaliser avec une sculpture.  Volterra réalise une maquette en argile pour préparer le tableau. De plus, il choisit une ardoise de grande taille et très plane pour support, peut-être justement par défi. Cette ardoise était fendue lorsqu’il a commencé de la peindre, et réparée par deux tenons, à peine visibles : ce choix s’explique peut-être, à la fois par la volonté de peindre sur une pierre, et par l’exceptionnelle qualité de la pierre (et la difficulté d’en trouver une supérieure).
L’œuvre a rapidement du succès[Quoi ?], mais le nom de son auteur tombe dans l’oubli. Le tableau appartient successivement à Giovanni Della Casa (commanditaire), à Annibal Rucellai, à Mgr Montalto et à Mgr Giudice. Un siècle et demi après avoir été peinte, elle est offerte à Louis XIV le 31 juillet 1715[Par qui ?] comme étant de Michel-Ange[réf. souhaitée]. Elle est actuellement exposée au musée du Louvre, où elle a été restaurée après avoir été aspergée de pluie à la suite de la rupture d’une baie vitrée du château de Fontainebleau où elle était conservée, lors d’une tempête.[Quand ?]

## Thème
Le tableau représente une scène très connue : David vient de toucher Goliath au front, avec une pierre lancée de sa fronde. Le géant est à terre, et David s’est emparé de son épée (un cimeterre) pour l’achever.

## Analyse
La peinture est exceptionnelle, car il n’existe pas d’autre exemple, à la fois de peinture sur une aussi grande ardoise, et de peinture représentant la même scène vue de dos et de face. C’est à la fois une sculpture et une peinture : par le support, la préparation (maquette en argile), mais aussi par le traitement : les volumes sont traités par des tons chauds, le contraste avec l’arrière-plan sombre les fait ressortir de manière encore plus forte.

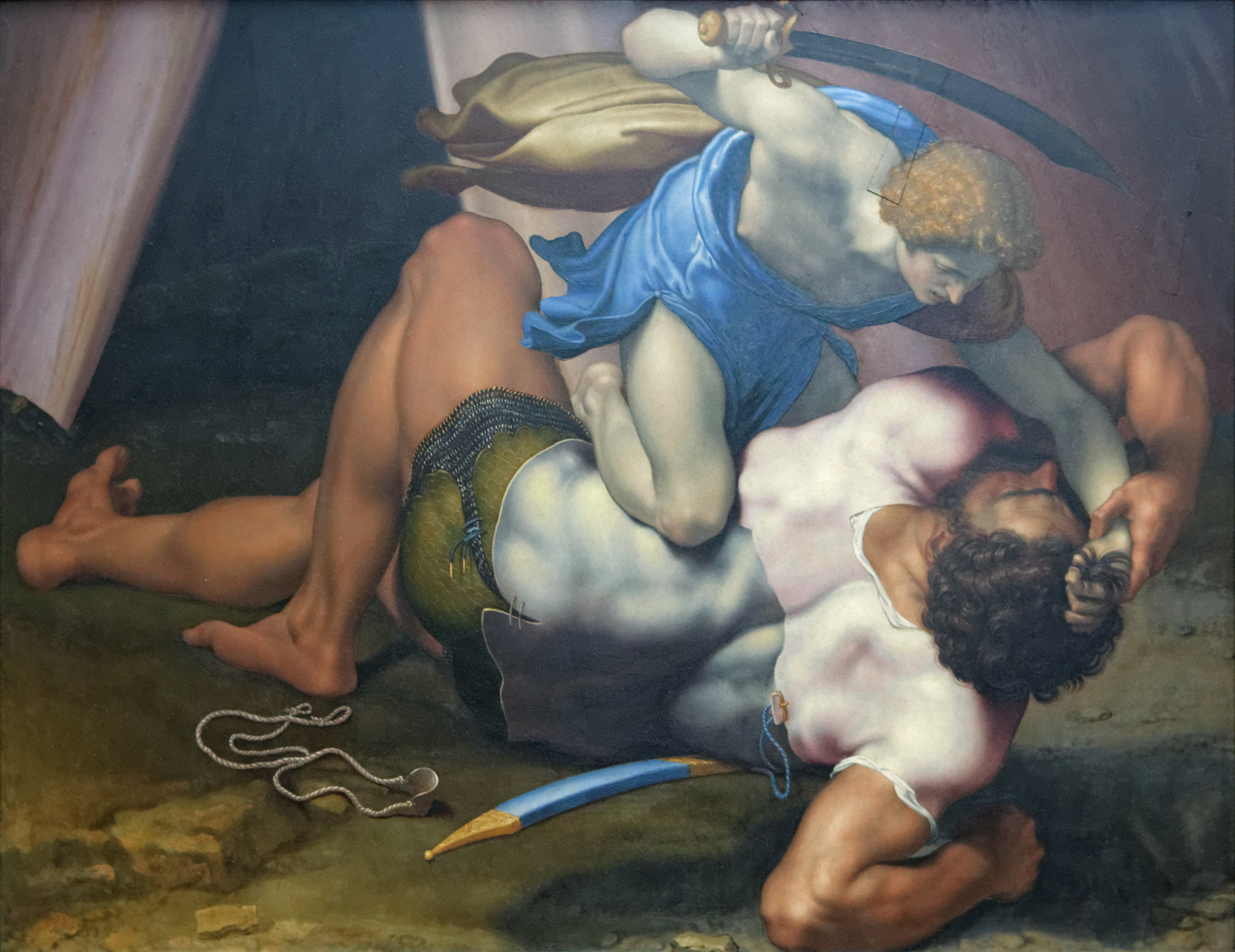
Recto
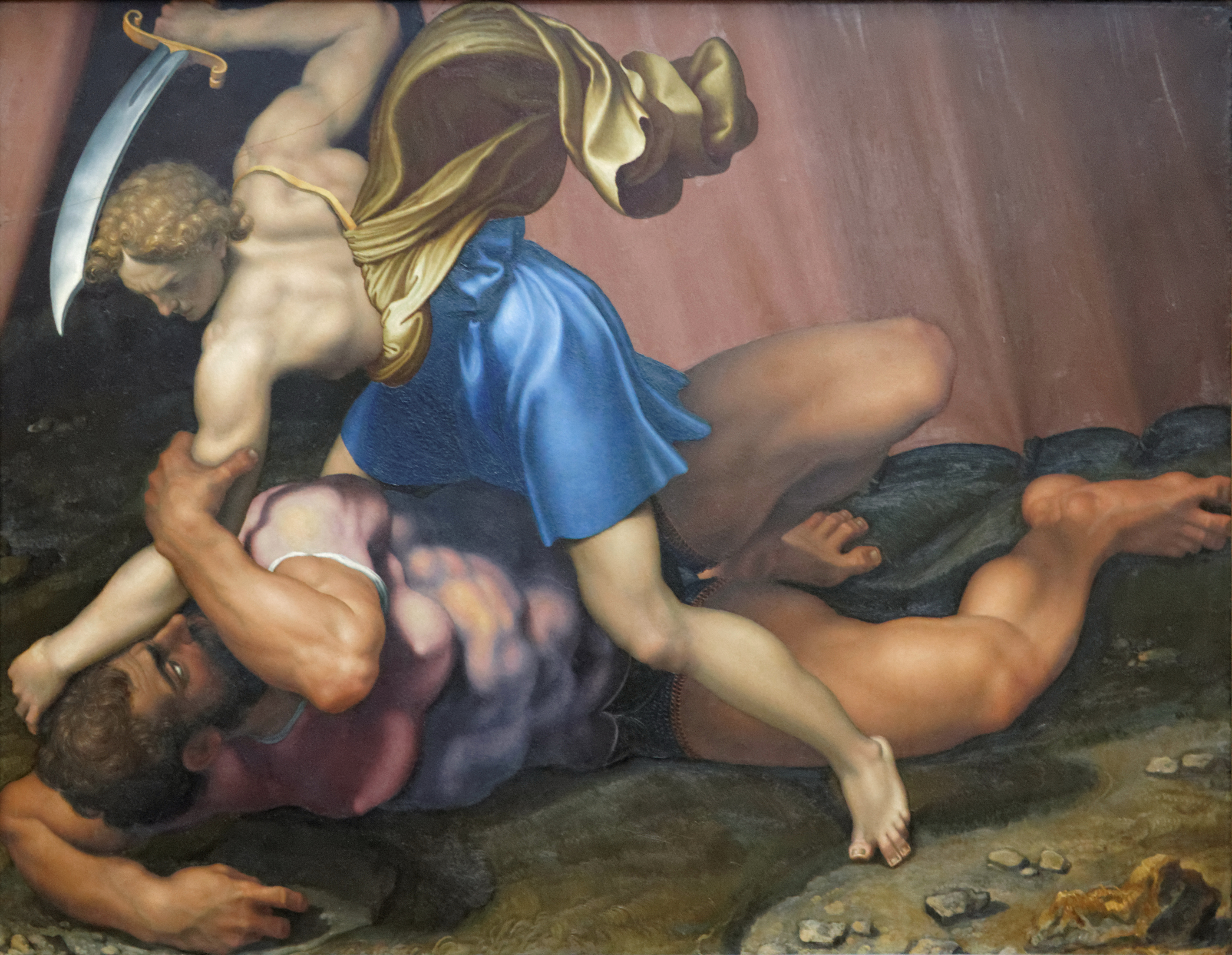
Verso

Les deux scènes sont en décalage léger : le déséquilibre augmente (la part vide du tableau notamment), Goliath est plus à terre, l’expression de David change : la mise à mort approche.